# 1137
1137 (MCXXXVII) a fost un an obișnuit al calendarului iulian.

## Evenimente
- 25 februarie: Etienne de Blois (Ștefan al Angliei) debarcă în Normandia pentru a depune omagiu regelui Franței pentru ducatul de Normandia.
- 4 iulie: Tratatul de la Tui. Comitatului Portugaliei i se acordă autonomia în mod oficial.
- 25 iulie: Are loc căsătoria dintre regele Ludovic al VII-lea al Franței și ducesa Eleanor de Aquitania, posesoarea unei bogate moșteniri: Poitou, Saintonge, Angoumois, Marche, Limousin, Perigord, Gasconia și Guyenne.
- 10-20 august: Zangi obține din partea regelui Foulque al Ierusalimului, aflat sub asediu în fortăreața Baarin, cedarea locului, precum și a Rafaneei, aflată în apropiere.
- 11 august: Regele Ramiro al II-lea al Aragonului convoacă la Barbastro (sau la Huesca) cortes-urile, cerându-le să o recunoască pe fiica sa, Petronilla (în vârstă de 3 ani) ca moștenitoare a regatului; logodit cu Petronilla, contele Ramon Berenguer al IV-lea de Catalonia devine prinț de Aragon.
- 30 august: Împăratul Ioan al II-lea Comnen începe asediul asupra Antiohiei; principele Raymond de Poitiers, aflat în Ierusalim pentru a solicita sprijin de la regele Foulque al Ierusalimului, reușește să străpungă blocadă și să revină în Antiohia, însă în cele din urmă este nevoit să îi jure supunere basileului bizantin și să îl sprijine pe acesta în campania împotriva orașelor Chayzar și Alep.
- 4 decembrie: Împăratul Lothar al III-lea, întorcându-se din Italia, moare pe drumul către Germania.

### Nedatate
- mai: Bătălia de la Rignano. Trupele împăratului Lothar al III-lea ajung la Bari, pe care îl distrug; în continuare, imperialii se întorc împotriva regelui Roger al II-lea al Siciliei, pe care, cu sprijinul flotei pisane, îl silesc să se retragă de la asediul orașului Napoli.
- mai-iunie: Hanul de Kara Khitai, Ye-liu Ta-che, care ocupase Kashgar și Khotan, îl înfrânge la Khodjend (în provincia Fergana) pe suveranul karakhanizilor din Samarkand și se proclamă han universal.
- iunie: Atabegul de Mosul, Zangi, ocupă Homs (Emesa), oraș controlat de către damaschini; guvernatorul orașului face apel la cruciați, care sunt zdrobiți de către Zangi sub zidurile fortăreței Montferrand-Baarin.
- iulie: Ofensiva împăratului bizantin Ioan al II-lea Comnen face ca armenii din Cilicia să se supună puterii basileului, iar Cilicia să redevină provincie bizantină.
- iulie: Trupele lui Lothar al III-lea asediază pe normanzi în Salerno; nereușind să îl facă pe regele Roger al III-lea să capituleze, se întorc către Roma.
- august: Ducatul de Apulia este acordat ca fief lui Rainulf de Alife, adversar al regelui Roger al II-lea al Siciliei.
- septembrie: Trupele lui Lothar al III-lea îi alungă pe partizanii antipapei Anaclet al II-lea din Roma, sprijinind pe papa Inocențiu al II-lea să își impună autoritatea asupra întregului oraș.
- 13 noiembrie: Regele Ramiro al II-lea al Aragonului renunță la tron, lăsându-l pe mâinile fiicei sale minore Petronilla și a logodnicului acesteia, contele Ramon Berenguer al IV-lea de Catalonia.
- decembrie: Henric "cel Superb", ducele de Bavaria, este învestit și cu ducatul de Saxonia de către împăratul Lothar al III-lea.
- Împăratul Lothar al III-lea trimite pe ruda sa, Henric "cel Superb" de Bavaria, în Italia, pentru a cuceri Toscana, în vreme ce trupele comandate de împăratul însuși avansează în marș de-a lungul coastei Adriaticii.
- În Danemarca, se înregistrează prima alegere a unui episcop exclusiv de către clerici, fără amestecul puterii seculare.
- O puternică flotă de 37 de vase almoravide atacă în zona coastelor Italiei de sud, aflate sub stăpânirea normanzilor.
- Regele Roger al II-lea al Siciliei promite negustorilor din Salerno obținerea din partea califului din Egipt a unei reduceri a taxelor comerciale percepute acestora în Alexandria.
- Se încheie primul tratat comercial dintre statul almohad și o putere crestină: genovezii obțin dreptul de a face comerț în mai multe porturi din Africa de nord.
- Un cutremur de pământ provoacă 15.000 de victime la Catania, în Sicilia.

## Arte, științe, literatură și filozofie
- 3 februarie: Abația cisterciană din Saint-Aubin des Bois este întemeiată de către călugării din Begard.
- Catedrala din Rochester este puternic avariată de un incendiu.

## Înscăunări
- 1 august: Ludovic al VII-lea "cel Tânăr", rege al Franței (până la 1180).
- 18 septembrie: Erik Lam, rege al Danemarcei.
- 13 noiembrie: Petronilla, regină a Aragonului, împreună cu logodnicul său, Ramon Berenguer al IV-lea.
- decembrie: Henric "cel Superb", ca duce de Saxonia (până la 1138).

## Nașteri
- Ferdinand al II-lea de Leon (d. 1188).
- Venceslas al II-lea, duce de Boemia (d. 1192).
- Walter Map, istoric galez (d. 1209).

## Decese
- 9 aprilie: Guillaume al X-lea de Poitiers, duce de Aquitania (n. 1099)
- 23 iunie: Adalbert, arhiepiscop de Mainz (n. ?)
- 18 iulie: Eric al II-lea al Danemarcei (n. 1090)
- 1 august: Ludovic al VI-lea (cel Gras), rege al Franței (n. 1081)
- 4 decembrie: Lothar al III-lea, împărat romano-german (n. 1075)
- Gregorie al VIII-lea, antipapă (n. ?)
- Nikephor Bryennius, general bizantin (n. 1062)
- Pontius, conte cruciat de Tripoli (n. ?)
- Ramanuja, filosof indian (n. 1017)
- Sergiu al VII-lea, duce de Neapole (n. ?)